# Wojciech Ciesielski
Wojciech Jan Ciesielski (ur. 9 czerwca 1950 w Gdańsku) – polski malarz, grafik, performer, instruktor kulturalno-wychowawczy.

## Życiorys
Dyplomowany instruktor kulturalno-wychowawczy o trzech specjalnościach. Od 1974 do 1990 pracował na etatach w domach kultury w Przasnyszu i Makowie Mazowieckim. Pełnił funkcje kierownicze, był organizatorem i komisarzem artystycznym plenerów malarskich, redaktorem graficznym czasopism i wydawnictw regionalnych.
Poza pracą zawodową od 1970 uprawia indywidualną twórczość artystyczną. Aktywny na kilku polach sztuki (plastyki, literatury, muzyki), przez blisko czterdzieści lat pracy twórczej wypracował oryginalny styl autorskiego wyrazu. Miał 11 wystaw indywidualnych, brał udział w ponad 20 wystawach zbiorowych. Prace Wojciecha Ciesielskiego znajdują się w zbiorach krajowych i zagranicznych (obszerny zbiór grafik jego autorstwa posiada Muzeum Historyczne w Przasnyszu). Współpracuje głównie z miejscowymi organizacjami pozarządowymi i kilkoma stowarzyszeniami z terenu Mazowsza. Jest członkiem Klubu Literackiego Przaśnik, współzałożycielem i kierownikiem artystycznym społecznej Galerii Sztuki Kąt w Przasnyszu, od 2008 prezesem stowarzyszenia twórczego Przasnyska Grupa Artystyczna (PGArt). 
Za pracę zawodową nagradzany i odznaczany przez Wojewodę Warszawskiego, Wydział Kultury i Sztuki Urzędu Wojewódzkiego w Warszawie, Warszawski Ośrodek Kultury, Instytut Sztuki PAN, Wydział Kultury i Sztuki w Ostrołęce. W 1977 wyróżniony Medalem Honorowym 550-lecia za Zasługi dla Miasta Przasnysza, a w 1982 odznaczony odznaką Zasłużony Działacz Kultury, nadaną przez Ministra Kultury i Sztuki. 

## Ważniejsze wystawy i realizacje artystyczne
- 1973 – wystawa indywidualna grafiki, rysunku i malarstwa, Powiatowy Dom Kultury w Przasnyszu;
- 1976 – indywidualna wystawa rysunku i malarstwa, Miejski Dom Kultury w Przasnyszu;
- 1977 – indywidualna wystawa rysunku i malarstwa, Przasnyskie Przedsiębiorstwo Budowlane; indywidualna wystawa rysunku i malarstwa „Barwne nuty Mazowsza”, MDK w Makowie Mazowieckim;
- 1978 – performance ekologiczny Duchy Wisły w Chełmnie;
- 1982 – indywidualna wystawa rysunku i malarstwa, MDK w Przasnyszu;
- 1984 – projekt kapliczki przy ul. Rostkowskiej w Przasnyszu;
- 1986 – projekt lapidarium na cmentarzu żydowskim w Przasnyszu;
- 1988 – indywidualna wystawa rysunku, Galeria Kris przy Zespole Szkół Zawodowych w Przasnyszu;
- 1989 – indywidualna wystawa malarstwa, Oficyna Poetów i Malarzy, Galeria Kąt I w Przasnyszu; projekt i wykonanie tablicy katyńskiej na cmentarzu parafialnym w Przasnyszu;
- 1991 – indywidualna wystawa rysunku i grafiki w Galerii Kris;
- 1992 – performance ekologiczny, Szkoła Podstawowa nr 2 w Przasnyszu;
- 1992 – indywidualna wystawa rysunku i performance Mój przyjaciel drzewo, ZSZ w Przasnyszu;
- 1999 – projekt kapliczki św. Stanisława Kostki w Rostkowie;
- 2001 – retrospektywna wystawa twórczości artysty oraz performance-instalacja ekologiczna Nie panem, a gościem ziemi jesteś, Muzeum Historyczne w Przasnyszu;
- 2003 – akcja uliczna (poezja, teatr, plastyka) Twój urząd, Rynek w Przasnyszu; performance poezji wizualnej Duszom, co w drodze, Muzeum Historyczne w Przasnyszu; projekt kapliczki św. Floriana w Rostkowie;
- 2005 – intermedialny autorski program artystyczny Barwy małych ojczyzn;
- 2007 – indywidualna wystawa malarstwa Pejzaże Orzyca, Klub Muzyczny Garbarnia i Miejski Dom Kultury w Makowie Mazowieckim; realizacja filmu video Pejzaże Orzyca; projekt epitafium Pawła Kostki w kościele o. pasjonistów w Przasnyszu; projekt monumentu poświęconego pomordowanym żołnierzom Brygady Syberyjskiej z 1920 w Chorzelach;
- 2008 – performance Kadencja dla młodzieży licealnej w Makowie Mazowieckim;
- 2009 – choinka artystyczna i performance dla osób niepełnosprawnych z terenu Przasnysza; performance Dekalog Ziemi w Zespole Szkół Ponadgimnazjalnych w Chorzelach.